# Martin Matje
Ne doit pas être confondu avec Thierry Martin (dessinateur de timbres).
Martin Matje, de son vrai nom Thierry Martin, est un illustrateur né le 18 février 1962 à Paris et mort le 13 septembre 2004 dans la même ville.
Ancien directeur artistique du magazine jeunesse Je bouquine (Bayard Presse), il a été l'auteur de nombreux livres pour enfants chez Nathan, Gallimard et Bayard. Il a aussi été illustrateur de presse pour Golf magazine, Lire, Le Monde de l'éducation, Les Échos ou encore le prestigieux New Yorker.  
Depuis quelques années, Martin Matje vivait au Québec.